# Rimski Karneval (Berlioz)
Rimski karneval, opus 9 Hektora Berlioza, jedan je od najpopularnijih simfonijskih komada orkestarske uvertire. Tematski materijal je uzet iz uvertire za Berliozovu operu ’’Benvenuto Čelini’’, koja u dva velika čina obrađuje neke fragmente iz života slavnog Italijanskog vajara iz XVI veka, Benvenuta Čelinija, u vreme kada je izvajao čuvenog Perseja koji likujući diže uvis odsečenu glavu Meduze. Berliozova uvertira za ’’Čelinija’’ u deset minuta efektne muzike, opisuje atmosferu karnevalske vreve, a u središnjem ’’Largetu’’, donosi obradu arije Kardinala ’’Za sve grehe – pun oproštaj’’. Uvertira za operu obiluje efektnim, praštavim melodijskim idejama.

## Karakteristike
Na tematskom materijalu ove uvertire, zasniva se i ’’Rimski karneval’’. Međutim, to je sada zasebna koncertna uvertira, trajanja 9 minuta, nastala u vreme rada na operi ’’Benvenuto Čelini’’, dakle 1842. godine. Brzi i svečani uvod, zasniva se na horu iz opere ’’Dođite građani Rima’’. Zatim nastupa engleski rog sa temom iz ljubavne scene Čelinija i Tereze. Sledi repriza ove teme koju donose viole i flaute i ona se razvija u jednu od najlepših Berliozovih muzičkih misli. To je centralni deo uvertire, sa karakterističnim kontramelodijama u orkestru i sinkopiranom pratnjom. U završnom delu, kod oznake ’’allegro vivace’’ počinje karnevalska gužva, prikazana žustrim, divljim tonovima u orkestru, kroz koje se ipak, povremeno, provlači ljubavna melodija iz početnog i srednjeg dela, ali žustra ritmika i blještave orkestarske melodijske boje ostaju dominantne i u jednom silovitom muzičkom toku okončavaju ovu uvertiru, najbolju i najpoularniju od svih koje je Berlioz komponovao (ukupno ih ima sedam). Orkestracija je izrazito gusta, ali je melodika blistava i virtuozna.

## Interpretacije
Brojne su uspele interpretacije ove Uvertire, ona se redovno izvodi svuda u svetu, kao svojevrstan muzički ’’šlager’’. Evo nekih: HERBERT FON KARAJAN i KLAUDIO ABADO sa orkestrom Berlinske Filharmonije (sa Abadom se beleži i jedno izvođenje na Silvesterkoncertu za 1998. godinu); ŽAN MARTINON i DŽEMS LIVAJN sa Francuskim Nacionalnim Orkestrom; LORIN MAZEL sa orkestrom Bečke Filharmonije (beleži se i jedno izvođenje na Novogodišnjem Koncertu za 1985. godinu); GENADIJ ROŽDESTVENSKI sa Simfonijskim Orkestrom Moskovske Radio Televizije (koji je sa posebnim uspehom tumačio i Uvertiru za operu ’’Benvenuto Čelini’’)  i  ZDENJEK KOSLER sa Orkestrom Slovačke Filharmonije. ’’Rimski karneval’’ se rado izvodi i u Beogradu: jedna od posebno upečatljivih interpretacija, koja je meni ostala u sećanju je interpretacija načinjena početkom 1992. godine, u kojoj je orkestrom Beogradske Filharmonije dirigovao ruski dirigent IGOR GOLOVČIN.